# 長瀬神社 (美濃市)
長瀬神社（ながせじんじゃ）は、岐阜県美濃市長瀬にある神社。

## 概要
創建時期は不明。長瀬若御子明神と称し、江戸時代に稲荷神社に改称。武儀郡長瀬村字稲荷洞（現・美濃市長瀬225-1）に鎮座していた。
1873年（明治6年）に村社となる。1915年（大正4年）に武儀郡下牧村大字長瀬（現・美濃市長瀬）内の神社（山神神社、金刀比羅神社、神明神社）を合祀する。1952年（昭和27年）に長瀬神社に改称する。
1956年（昭和31年）6月21日、稲荷神社と北野神社（美濃市長瀬545に鎮座）が合併。長瀬神社として現在地（岐阜県美濃市長瀬325-1）に遷宮する。1964年（昭和39年）に岐阜県神社庁より銀幣社に指定される。

## 主祭神
- 宇迦魂神
- 菅原道真 - 元・北野神社主祭神

## 合祀
- 大己貴命
- 崇徳天皇
- 大山祇命
- 天照大御神
- 伊弉諾命 - 元・白山神社祭神。1915年（大正4年）北野神社に合祀。
- 伊弉冊命 - 元・白山神社祭神。1915年（大正4年）北野神社に合祀。
- 菊理姫命 - 元・白山神社祭神。1915年（大正4年）北野神社に合祀。
- 軻遇槌神 - 元・秋葉神社祭神。1915年（大正4年）北野神社に合祀。
- 少彦名神 - 元・御嶽神社祭神。1915年（大正4年）北野神社に合祀。
- 大穴牟遅命